# Alabama (groupe)
 (mars 2014).
Pour les articles homonymes, voir Alabama (homonymie).
Alabama est un groupe de musique country et de country rock américain formé en 1977 et qui s'est séparé en 2004, avant de se réunir à nouveau en 2010. Influencé autant par la country traditionnelle (Merle Haggard) que par le rock, Alabama fut le premier groupe de l'histoire de la country à rencontrer un réel succès, la notion de groupe étant plutôt propre au rock.

## Membres du groupe
- Randy Owen, chant, guitare rythmique;
- Teddy Gentry, chant, basse;
- † Jeff Cook, guitare solo, chant, claviers, fiddle;
- Rick Scott, batterie (jusqu'en 1979);
- Mark Herndon, batterie (après 1979).

## Biographie
Le groupe a débuté en 1969 sous un autre nom mais n’a pas eu de contrat avec une maison de disques avant 1977, date où il se baptise Alabama, du nom de l'État d'origine de ses musiciens. Leur musique caractéristique est un mélange de country traditionnelle et de rock sudiste.
Il a eu un énorme succès aux États-Unis, surtout dans le Sud, mais est moins connu en Europe. Au total 33 de ses compositions ont été #1 au Billboard, de 1980 à 1993 :
- 1980: Tennessee River; Why Lady Why.
- 1981: Old Flame; Feels So Right; Love in the First Degree.
- 1982: Mountain Music; Take Me Down; Close Enough to Perfect.
- 1983: Dixieland Delight; The Closer You Get; Lady Down on Love.
- 1984: Roll On (Eighteen Wheeler); When We Make Love; If You're Gonna Play in Texas (You've Gotta Have a Fiddle in the Band).
- 1985: (There's A) Fire in the Night; There's No Way; 40 Hour Week (For a Livin'); Can't Keep a Good Man Down.
- 1986: She and I; Touch Me When We're Dancing.
- 1987: You've Got the Touch.
- 1988: Face to Face (duo avec K.T. Oslin); Fallin' Again.
- 1989: Song of the South; If I Had You; High Cotton.
- 1990: Southern Star; Jukebox in My Mind; Forever's as Far as I'll Go.
- 1991: Down Home.
- 1992: I'm in a Hurry (And Don't Know Why).
- 1993: Reckless.

Le groupe est intronisé au Country Music Hall of Fame en 2005.
En 2017 on apprend que Jeff Cook a la maladie de Parkinson depuis 2012. Il décède 5 ans plus tard, après s'être retiré définitivement en 2018.

## Discographie
Albums
- My Home's in Alabama (1980)
- Feels So Right (1981)
- Mountain Music (1982)
- The Closer You Get... (1983)
- Roll On (1984)
- 40 Hr. Week (1985)
- Alabama Christmas (1985)
- Greatest Hits (1986)
- The Touch (1986)
- Just Us (1987)
- Alabama Live (1988)
- Southern Star (1989)
- Pass It On Down (1990)
- Greatest Hits Vol. II (1991)
- American Pride (1992)
- Cheap Seats (1993)
- Greatest Hits Vol. III (1994)
- In Pictures (1995)
- Alabama Christmas Vol. II (1996)
- Dancin' on the Boulevard (1997)
- For the Record (1998)
- Twentieth Century (1999)
- When It All Goes South (2001)
- In The Mood: The Love Songs (2003)
- The American Farewell Tour (2003)
- Songs of Inspiration (2006)
- Songs of Inspiration II (2007)
- Mountain Music: The Best Of Alabama (2009)
- Angels Among Us: Hymns and Gospel Favorites (2014)
- Southern Drawl (2015)
- American Christmas (2017)